# Sock It to Them J.B.
Sock It to Them J.B. – singiel brytyjskiej grupy "drugiej fali ska" The Specials.  Ukazał się w 1980 roku tylko na rynku francuskim nakładem wytwórni Chrysalis Records. Producentami singla byli Lynval Golding (A1), Dave Jordan i Jerry Dammers (B1). Singiel promował drugi album The Specials More Specials (2 Tone Rec. 1980).

## Spis utworów
str. A
1. Sock It to Them J.B. (Dunn) 2.56

str. B
1. Do Nothing (Golding) 	3:41

## Muzycy
- Terry Hall - wokal
- Neville Staple - wokal
- Lynval Golding - gitara rytmiczna, wokal
- Roddy Radiation - gitara prowadząca, wokal
- Jerry Dammers - klawisze
- Sir Horace Gentleman - gitara basowa
- John Bradbury - perkusja
- Rico Rodriguez - puzon
- Dick Cuthell - trąbka